# Governador Valadares
Governador Valadares là một đô thị thuộc bang Minas Gerais, Brasil. Đô thị này có diện tích 2348,1 km², dân số năm 2007 là 259405 người, mật độ 110,5 người/km².